# Maihar
Maihar là một thành phố và khu đô thị của quận Satna thuộc bang Madhya Pradesh, Ấn Độ.

## Địa lý
Maihar có vị trí 24°16′B 80°45′Đ / 24,27°B 80,75°Đ Nó có độ cao trung bình là 367 mét (1204 feet).

## Nhân khẩu
Theo điều tra dân số năm 2001 của Ấn Độ, Maihar có dân số 34.347 người. Phái nam chiếm 52% tổng số dân và phái nữ chiếm 48%. Maihar có tỷ lệ 64% biết đọc biết viết, cao hơn tỷ lệ trung bình toàn quốc là 59,5%: tỷ lệ cho phái nam là 72%, và tỷ lệ cho phái nữ là 56%. Tại Maihar, 15% dân số nhỏ hơn 6 tuổi.